# 玉龙杓兰
玉龙杓兰（学名：Cypripedium forrestii）为兰科杓兰属下的一个种。

## 扩展阅读
- 維基物種上的相關：玉龙杓兰